# 야기 고스케
야기 고스케(일본어: 八木 晃介, 1944년 9월~)는 일본의 사회학자, 기자이다.
주로 차별 문제에 대한 연구 업적을 남겼으며 현재 하나조노 대학의 명예교수를 맡고 있다.

## 저서
- 《차별규탄 그 사상과 역사》(差別糾弾 その思想と歴史, 1976)
- 《반차별과 교육노동》(反差別と教育労働, 1981)
- 《차별의식의 상황과 변혁》(差別意識の情況と変革, 1982)
- 《해방교육론입문 -「동화」교육에서 해방 교육으로》(解放教育論入門 「同和」教育から解放教育へ, 1993)
- 《「배제와 포섭」의 사회학적 연구 - 차별 문제의 자아 · 아이덴티티》(「排除と包摂」の社会学的研究 差別問題における自我・アイデンティティ, 2000)
- 《차별론 연구 - 부락 문제의 자연사적 고찰》(差別論研究 - 部落問題の自然史的考察, 2010)